# Diari (Fernanda Pivano)
Diari è un'opera autobiografica in due volumi a cura di Enrico Rotelli con Mariarosa Bricchi pubblicata dalla casa editrice Bompiani nel 2008 e 2010, scritta da Fernanda Pivano.

## Diari 1917-1973
Quando negli anni '50 Fernanda Pivano si reca per la prima volta negli Stati Uniti è una giovane studiosa innamorata dell'America di quegli anni e desiderosa di incontrare dal vivo, sul campo, i maestri di una narrativa che in Italia si era appena cominciato a conoscere, grazie a Cesare Pavese ed Elio Vittorini.

Immediatamente scopre un mondo di sogni, ideali, valori, che non si stancherà più di celebrare: dal pacifismo di Norman Mailer, maestro riconosciuto della narrativa americana, amato e contemporaneamente odiato dalla beat generation degli anni sessanta, che a lui e al suo antimperialismo si rifece, all'esempio di inesausta sete di nuovo e di autenticità del mito vivente Ernest Hemingway. Dai guru della beat generation Allen Ginsberg, Jack Kerouac, Gregory Corso, Lawrence Ferlinghetti, uomini che in nome di un'idea di ritorno all'essenzialità dell'uomo, in contrasto con i pregiudizi del consumismo capitalistico, hanno vissuto e scritto senza distinguere fra arte e vita,  e ai minimalisti. Un nuovo viaggio americano, insomma, fra le contraddizioni e le speranze segrete di quel grande, osannato e temuto paese che è, da sempre, l'America. 
Contiene inoltre contributi di Erica Jong, Bret Easton Ellis, Jay McInerney, Gary Fisketjon e un'intervista di Enrico Rotelli a Fernanda Pivano.

## Diari/2 1974-2009
Il secondo volume completa la pubblicazione degli scritti autobiografici di Fernanda Pivano partendo dal 1974 - anno de Il grande Gatsby cinematografico, del referendum per il divorzio - e si chiude pochi mesi prima della scomparsa. Attraverso il ricordo di questi anni, emergono i volti della narrativa americana contemporanea, da Bret Easton Ellis a Jay McInerney, da David Leavitt a Barry Gifford, da Don DeLillo a Jonathan Safran Foer, Erica Jong, Gore Vidal, Chuck Palahniuk, Kurt Vonnegut, Michael Cunningham e David Foster Wallace. E, insieme a loro, grazie all'inesausta curiosità di Fernanda, le testimonianze di alcune personalità della cultura italiana, letteraria e musicale, da Fabrizio De André a Pier Vittorio Tondelli, da Andrea De Carlo a Vasco Rossi, Ligabue e Vinicio Capossela.